# Arctia lutescens
Arctia lutescens är en fjärilsart som beskrevs av Tutt. Arctia lutescens ingår i släktet Arctia och familjen björnspinnare. Inga underarter finns listade i Catalogue of Life.